# Grande distribution en Slovaquie
La grande distribution en Slovaquie s'est développée depuis le milieu des années 1990.

## Géopolitique
La Slovaquie, pays d'Europe centrale, est le résultat de la dissolution de la Tchécoslovaquie qui prend effet le 1er janvier 1993.
Le pays a déposé sa candidature d'adhésion à l'Union européenne le 27 juin 1995. Le 15 juillet 1997, la Commission émet un premier avis positif. Elle rejoint officiellement l'Union européenne le 1er mai 2004, la Zone euro le 1er janvier 2009 et l'Espace Schengen le 21 décembre 2007.
Jusqu'au début des années 1990, le pays est marqué par une économie planifiée : petits commerçants cohabitent avec des magasins d'État ; caractéristique intrinsèque du système socialiste du Bloc de l'Est. Les chaînes de grande distribution sont inconnues dans ce pays jusqu'en 1995. 
La population de la Slovaquie est d'environ 5,35 millions habitants en 1995 (5,4 millions en 2017). Bratislava concentre 10 % de la population slovaque et son niveau de vie est supérieur de 30 % par rapport au reste du pays,, notamment aux régions l'est et du sud. 

## Coopératives commerçantes
Avant l'arrivée des chaînes internationales, les coopératives commerçantes étaient l'héritage des anciennes structures d'état. Dans un pays alors marqué par un tissu urbain peu développé et un faible taux de motorisation, les commerces sont de petite taille et il n'existe que des groupes à l'échelle de l'okresy (équivalent français d'un canton).
La plus grosse coopérative est celle de Bratislava et elle est à l'initiative de la création des magasins Terno. En 2017, la chaîne Terno revendique 116 points de contacts.

## Chaînes internationales
La première implantation d'une major de la grande distribution se fait dès 1996 avec le premier supermarché britannique Tesco dans la capitale Bratislava : c'est le lancement du phénomène sociologique de la société de consommation dans le pays.  
Le rythme s'accélère rapidement et le 14 juin 2000 le groupe Carrefour ouvre son premier hypermarché de 14 000 m2 également à Bratislava. Le 1er juin 2007, le groupe Carrefour annonce qu'il souhaite se séparer de ses filiales dans les pays les moins performants et acte la cession de ses quatre magasins au groupe Tesco contre les magasins Tesco de Taïwan. L'autorité de la concurrence locale casse cet échange d'actif et force Carrefour à procéder à la vente de ses magasins aux sociétés slovaques ICS (conseil financier) et ECM Group MV (promoteur immobilier). Carrefour Slovaquie est exploité sous forme d'une franchise depuis 2007. 
Parallèlement, les groupes allemands Schwarz (de) (Lidl, Kaufland), Metro AG (Metro, Planet Saturn) et Rewe (Rewe, Billa) apportent leurs supermarchés axés sur l'alimentaire dès 2001. Suivent la GSS en droguerie Dm-drogerie markt ainsi que les magasins de bricolage Obi, Hornbach, Asko. 
Cette forte croissance des chaînes allemandes s'explique par plusieurs facteurs : 
- Bratislava est à moins d'une heure de Vienne en Autriche où des cadres formateurs arrivent lors des lancements des filiales ;
- Le Gouvernement fédéral d'Allemagne, sur l'impulsion de Joschka Fischer alors vice-chancelier et ministre des Affaires étrangères d'Allemagne, mise depuis les années 1990 sur la construction européenne vers l'est[16], synonymes de relais de croissance.

Outre la présence franco-allemande, on peut citer les groupes Delhaize et Reitangruppen.
Ikea a ouvert son unique magasin dans le pays en face de l'aéroport de Bratislava en 1995. Il fait 21 500 m2. Pour dynamiser son magasin, le Groupe Ikea a construit autour de son magasin le grand centre commercial Avion Shopping Park, inauguré le 25 avril 2002 et étendu en plusieurs phases jusqu'en 2012. C'est le plus grand Mall de Slovaquie : il fait actuellement 103 000 m2 et dispose de 174 magasins et 25 stands ; il offre plus de 3 600 places de parking et est bien desservi par les transports en commun avec plus de dix lignes de bus (24h/24, 7j/7).